# Таппенбек
Таппенбек (нем. Tappenbeck) — община в Германии, в земле Нижняя Саксония.
Входит в состав района Гифхорн. Подчиняется управлению Больдеккер Ланд. Население составляет 1360 человек (на 31 декабря 2010 года). Занимает площадь 5,11 км².
| Год  | Население |
| ---- | --------- |
| 1990 | 779       |
| 1995 | 790       |
| 2000 | 1105      |
| 2005 | 1240      |
| 2010 | 1367      |